# سلیمانوو (شهرستان اوچالینسکی، باشقیرستان)
سلیمانوو (انگلیسی: Suleymanovo, Uchalinsky District, Republic of Bashkortostan) یک شهرک در شهرستان اوچالینسکی استان باشقیرستان کشور روسیه است.